# Defensoría del Pueblo (Bolivia)
La Defensoría del Pueblo de Bolivia es una institución boliviana establecida por la constitución, encargada del cumplimiento de los derechos humanos en el país, así como también de la vigencia, difusión y promoción de los mismos. La defensoría posee autonomía funcional, financiera y administrativa. La defensoría no recibe instrucciones de ninguno de los órganos (poderes) del estado y está sujeto a control fiscal.
La Defensoría del Pueblo de Bolivia, se encuentra regulada y reglamentada por la Ley 870 "Ley del Defensor del pueblo" del 13 de diciembre de 2016. 

## Funciones de la defensoría
La defensoría del pueblo es encargada de cumplir con las siguientes funciones:
1. Defensa y promoción de los derechos de los pueblos indígenas y originarios campesinos.
2. Defensa y promoción de los derechos de las comunidades urbanas
3. Defensa y promoción de los derechos de la comunidad afroboliviana
4. Defensa y promoción de los derechos de los bolivianos en el exterior del país. Esto siempre y cuando en coordinación con otras instancias internacionales correspondientes.

## Defensor del Pueblo

### Requisitos del Defensor
Para ser defensor del pueblo de Bolivia se necesita cumplir con los siguientes requisitos:
1. Ser de nacionalidad boliviana
2. Tener 30 años cumplidos al momento de la designación.
3. Haber realizado el servicio militar obligatorio o el servicio premilitar (requisito obligatorio para hombres y voluntario para mujeres)
4. No tener sentencia condenatoria ejecutoriada en el ámbito penal.
5. Hablar al menos 2 idiomas oficiales como manda la constitución política del estado
6. No tener ningún grado de parentesco hasta el tercer grado de consanguinidad y segundo de afinidad, con miembros del Órgano Legislativo (senadores o diputados) pertenecientes a la Asamblea Legislativa Plurinacional.
7. No tener ningún grado de parentesco con autoridades del Órgano ejecutivo (ministros o viceministros) o del Órgano judicial (magistrados).
8. No tener ningún grado de parentesco con el Presidente de Bolivia ni con el Vicepresidente de Bolivia.
9. No haber sido sentenciado o sentenciada por delitos, ni sancionado o sancionada por faltas referidas a la violencia contra la mujer, violencia contra niñas, niños o adolescentes, trata y tráfico de personas o cualquier delito comprendido en la Ley de Lucha contra la Corrupción, Enriquecimiento Ilícito e Investigación de Fortunas.
10. Tener una amplia trayectoria destacada en la defensa de los derechos humanos en el país.
11. No ser afín a ningún partido político, menos si está de turno.

## Defensores del Pueblo
| Defensor del Pueblo                        | Situación Legal | Periodo como Defensor o Defensora | Periodo como Defensor o Defensora | Tiempo de duración en el cargo | Referencias |
| Defensor del Pueblo                        | Situación Legal | INICIO                            | FINAL                             | Tiempo de duración en el cargo | Referencias |
| ------------------------------------------ | --------------- | --------------------------------- | --------------------------------- | ------------------------------ | ----------- |
| Ana María Romero de Campero † (1941-2010)  | Titular         | 13 de mayo de 1998                | 31 de marzo de 2003               | 4 años, 10 meses y 18 días     |             |
| Carmen Beatriz Ruiz Parada                 | Interina        | 31 de marzo de 2003               | 6 de octubre de 2003              | 6 meses y 6 días               |             |
| Iván Zegada La Fuente                      | Interino        | 6 de octubre de 2003              | 21 de octubre de 2003             | 15 días                        |             |
| Waldo Albarracín Sánchez (1957-)           | Titular         | 11 de diciembre de 2003           | 18 de diciembre de 2008           | 5 años y 7 días                |             |
| Rielma Loreta Mencias Rivadeneira          | Interina        | 18 de diciembre de 2008           | 13 de mayo de 2010                | 1 año, 4 meses y 26 días       |             |
| Rolando Villena Villegas † (1947-2021)     | Titular         | 13 de mayo de 2010                | 13 de mayo de 2016                | 6 años                         |             |
| David Alonzo Tezanos Pinto Ledezma (1976-) | Titular         | 13 de mayo de 2016                | 24 de enero de 2019               | 2 años, 8 meses y 11 días      |             |
| Nadia Alejandra Cruz Tarifa (1982-)        | Interina        | 30 de enero de 2019               | 23 de septiembre de 2022          | 3 años, 7 meses y 24 días      |             |
| Pedro Francisco Callisaya Aro (1966-)      | Titular         | 23 de septiembre de 2022          | Presente                          | 2 años, 5 meses y 25 días      |             |